# Base aérienne de Malbork
La base aérienne de Malbork, ou 22e base aérienne, est une base aérienne de la Force aérienne de la République polonaise située près de Malbork. Elle fut constituée en 2001.
L'aéroport a été construit en 1929 comme structure civile et achetée par la Luftwaffe en 1934 et a servi pour les usines Focke-Wulf.

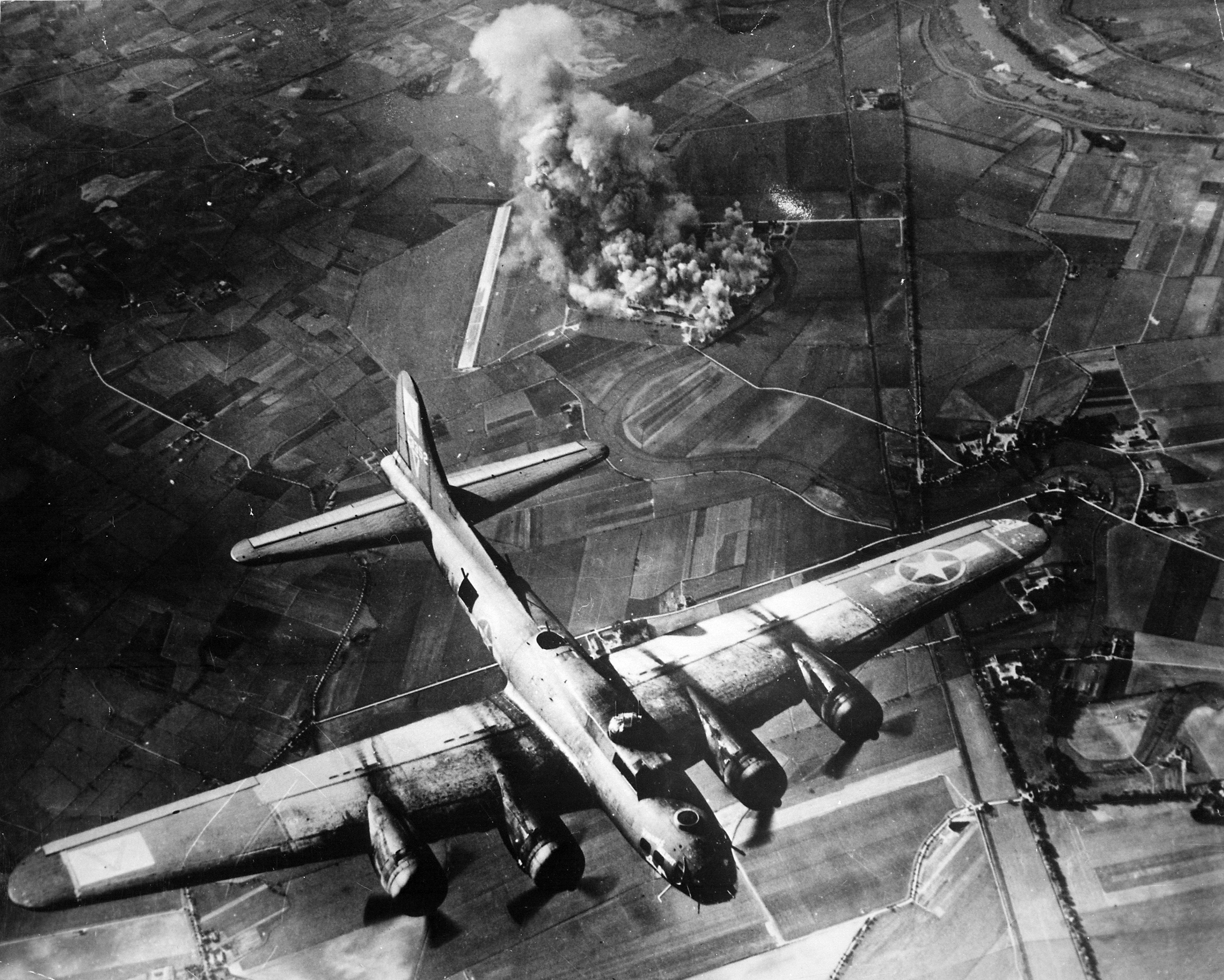
Un B-17s bombardant l'usine Marienburg Focke-Wulf factory le 9 octobre 1943.

Après guerre elle fut une base aérienne soviétique. Elle porte le nom de Stanisław Skalski depuis le 2 novembre 2015.
Elle est utilisée par Baltic Air Policing : en mai 2014 l'Armée de l'air française avec 4 Rafale C, Mirage 2000C ; en mai 2015, la Composante air de l'armée belge par 4 F-16 ; en mai 2021 par la Force aérienne turque avec des F-16.

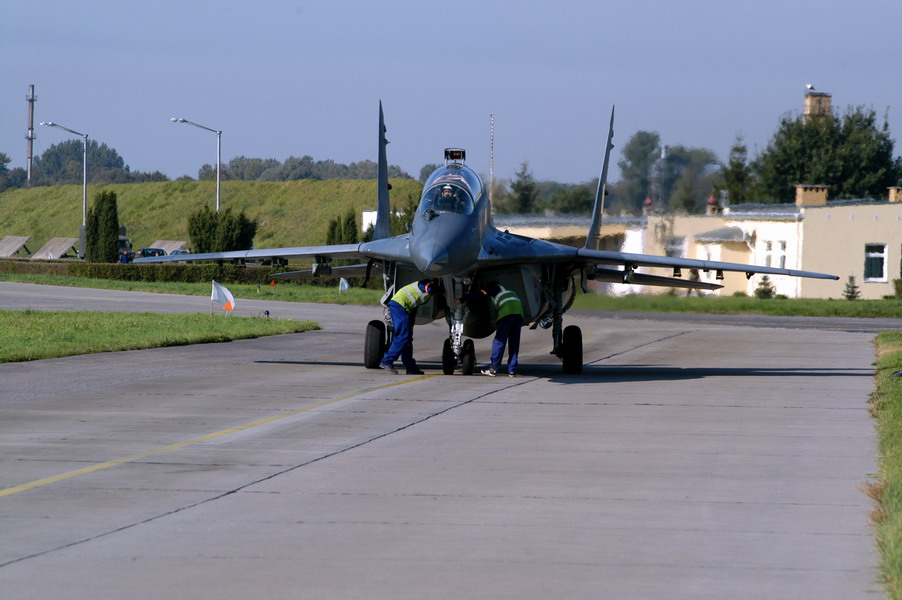
Mig-29 polonais,
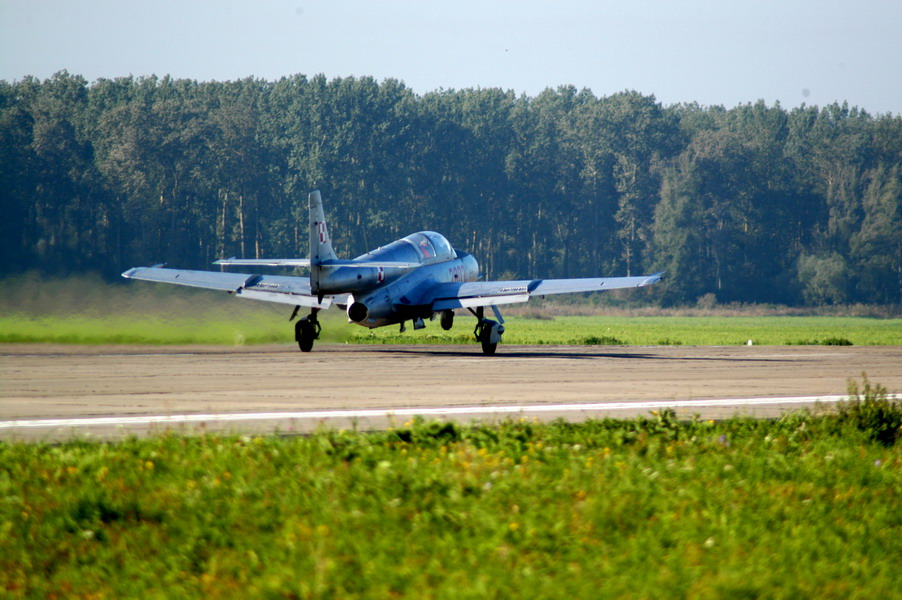
un PZL TS-11 Iskra en 2006.